# Lee Tracy
Lee Tracy (Atlanta, Georgia, 14 d'abril de 1898 − Santa Monica, 18 d'octubre de 1968) va ser un actor estatunidenc.

## Biografia[1][2]
Nascut a Atlanta, Geòrgia, va estudiar enginyeria elèctrica a l'Union College, i després va servir com a alferes en la Primera Guerra Mundial. En els inicis de la dècada de 1920 va decidir treballar com a actor, arribant a ser una estrella del circuit de Broadway gràcies al seu paper protagonista a l'obra de George Kelly representada el 1924 The Show-Off.
El 1929 va arribar a Hollywood, on va fer el paper de periodista en un bon nombre de pel·lícules. Al teatre havia estat el periodista Hildy Johnson en la versió original de 1928 de The Front Page, i va ser un columnista a semblança de Walter Winchell al film de 1932 Blessed Event. Tracy també va ser periodista a Advice to the Lovelorn  (1933), basada lliurement en la novel·la Miss Lonelyhearts, escrita per Nathanael West.
Va interpretar a Buzzard, el criminal que porta a Liliom (Charles Farrell) a un robatori fatal, en la versió de 1930 de Liliom. També va ser el frenètic mànager de Lupe Velez en la pel·lícula de Gregory La Cava Veritat a mitges, i l'any següent va encarnar a l'agent de John Barrymore en El sopar és a les vuit, cinta dirigida per George Cukor.
La seva puixant carrera es va veure temporalment interrompuda el 1934 mentre filmava a Mèxic Viva Villa!, pel·lícula en la qual Wallace Beery encarnava a Pancho Vila. Tracy va orinar des d'un balcó en Mèxic D.F. mentre passava una desfilada militar. Immediatament va ser acomiadat de la producció i reemplaçat per Stuart Erwin.
Durant la Segona Guerra Mundial Tracy va tornar a posar-se l'uniforme, i en la dècada de 1950 va continuar treballant en el cinema i en sèries televisives, arribant a fer primers papers com a  New York Confidential, sent un dels actors que va encarnar en televisió al detectiu Martin Kane. També va ser el President dels Estats Units en les versions teatrals i cinematogràfiques de El millor, escrita per Gore Vidal. Pel seu paper del President Art Hockstader a l'esmentat film, Tracy va rebre la seva única nominació a l'Oscar al millor actor secundari.
Lee Tracy va morir a Santa Monica (Califòrnia) a causa d'un càncer el 18 d'octubre de 1968. Tenia 70 anys. Va ser enterrat al Cementiri Evergreen de Shavertown (Pennsilvània).

## Filmografia[6]
- 1929: Salute: presentador de ràdio
- 1929: Big Time: Eddie Burns
- 1930: Born Reckless: Bill O'Brien
- 1930: Liliom: The Buzzard
- 1930: She Got What She Wanted: Eddie
- 1932: The Strange Love of Molly Louvain: Scott 'Scotty' Cornell
- 1932: Love Is a Racket: Stanley Fiske
- 1932: Doctor X: Lee Taylor, Periodista del Daily World
- 1932: Night Mayor: Mayor Bobby Kingston
- 1932: Blessed Event: Alvin 'Al' Roberts
- 1932: Washington Merry-Go-Round: Button Gwinett Brown
- 1932: Veritat a mitges (The Half Naked Truth): Jimmy Bates
- 1933: Clear All Wires!: Buckley Joyce Thomas
- 1933: Private Jones: Soldat ras William 'Bill' Jones
- 1933: The Nuisance: Joseph Phineas 'Joe' Stevens
- 1933: El sopar és a les vuit (Dinner at Eight): Max Kane
- 1933: Turn Back the Clock: Joe Gimlet
- 1933: Bombshell: E.J."Space"Hanlon
- 1933: Advice to the Lovelorn: Toby Prentiss
- 1934: I’ll Tell the World: Stanley Brown
- 1934: You Belong to Me: Bud Hannigan
- 1934: The Lemon Drop Kid: Wally Brooks
- 1935: Carnival: Chick Thompson
- 1935: Two-Fisted: Hap Hurley
- 1935: Pirate Party on Catalina Isle: Pirata
- 1936: Sutter's Gold: Pete Perkin
- 1936: Wanted: Jane Turner: Tom Mallory
- 1937: Criminal Lawyer: Barry Brandon
- 1937: Behind the Headlines: Eddie Haines
- 1938: Crashing Hollywood: Michael 'Mike' Winslow
- 1939: Fixer Dugan: Charlie 'The Fixer' Dugan
- 1939: The Spellbinder: Jed Marlowe
- 1940: Millionaires in Prison: Nick Burton
- 1942: The Payoff: Brad McKay
- 1943: Power of the Press: Griff Thompson
- 1945: Betrayal from the East: Eddie Carter
- 1945: I'll Tell the World: Gabriel Patton
- 1947: High Tide: Hugh Fresney
- 1964: El millor (The Best Man): President Art Hockstader

## Premis i nominacions

### Nominacions
- 1965: Oscar al millor actor secundari per El millor
- 1965: Globus d'Or al millor actor secundari per El millor